# 별의 커비 슈퍼디럭스
《별의 커비 슈퍼디럭스》(星のカービィ スーパーデラックス, Kirby Super Star, Kirby's Fun Pak)는 1996년 3월 21일에 발매된 슈퍼패미콤 용의 횡스크롤 진행방식을 가진 게임이다. 현재 닌텐도 DS의 《별의 커비 울트라 슈퍼디럭스》의 원작이기도 하다. 처음으로 도입되었던 시스템은 2인용 플레이가 가능해졌으며 헬퍼라는 자신을 돕기 위한 새로운 몬스터를 소환해 내어 가기 힘들거나 여러가지에 도움을 주게 된다. 4번째 본편 시리즈로는 

## 평가
| 평론 점수 평론사 점수 DS SNES Wii 1UP.com A− [ 1 ] N/A N/A 디스트럭토이드 8.5/10 [ 2 ] N/A N/A EGM N/A 8.63/10 [ 3 ] N/A 유로게이머 6/10 [ 4 ] N/A N/A 패미츠 32/40 [ 5 ] N/A N/A 게임 인포머 7/10 [ 6 ] 7.25/10 [ 7 ] N/A 게임 레볼루션 B− [ 8 ] N/A N/A 게임존 7.7/10 [ 9 ] N/A N/A IGN (AU) 8.3/10 [ 10 ] (US) 7.9/10 [ 11 ] N/A 8.5/10 [ 12 ] 닌텐도 파워 9/10 [ 13 ] N/A N/A 411Mania 9/10 [ 14 ] N/A N/A 통합 점수 게임랭킹스 80% [ 15 ] 86% [ 16 ] N/A 메타크리틱 76/100 [ 17 ] N/A N/A |                         |         |        |
| 평론 점수 |                         |         |        |
| 평론사 | 점수                    | 점수    | 점수   |
| 평론사 | DS                      | SNES    | Wii    |
| 1UP.com | A−                      | N/A     | N/A    |
| 디스트럭토이드 | 8.5/10                  | N/A     | N/A    |
| EGM | N/A                     | 8.63/10 | N/A    |
| 유로게이머 | 6/10                    | N/A     | N/A    |
| 패미츠 | 32/40                   | N/A     | N/A    |
| 게임 인포머 | 7/10                    | 7.25/10 | N/A    |
| 게임 레볼루션 | B−                      | N/A     | N/A    |
| 게임존 | 7.7/10                  | N/A     | N/A    |
| IGN | (AU) 8.3/10 (US) 7.9/10 | N/A     | 8.5/10 |
| 닌텐도 파워 | 9/10                    | N/A     | N/A    |
| 411Mania | 9/10                    | N/A     | N/A    |
| 통합 점수 |                         |         |        |
| 게임랭킹스 | 80%                     | 86%     | N/A    |
| 메타크리틱 | 76/100                  | N/A     | N/A    |

## 같이 보기
- 별의 커비
- 별의 커비 울트라 슈퍼 디럭스